# العلاقات الغيانية الفيتنامية
العلاقات الغيانية الفيتنامية هي العلاقات الثنائية التي تجمع بين غيانا وفيتنام.

## مقارنة بين البلدين
هذه مقارنة عامة ومرجعية للدولتين:
| وجه المقارنة                                              | غيانا        | فيتنام           |
| --------------------------------------------------------- | ------------ | ---------------- |
| المساحة (كم2)                                             | 214.97 ألف   | 331.69 ألف       |
| عدد السكان (نسمة)                                         | 777.86 ألف   | 94.66 مليون      |
| الكثافة السكانية (ن./كم²)                                 | 3.62         | 285.39           |
| العاصمة                                                   | جورج تاون    | هانوي            |
| اللغة الرسمية                                             | لغة إنجليزية | اللغة الفيتنامية |
| العملة                                                    | دولار غياني  | دونغ فيتنامي     |
| الناتج المحلي الإجمالي (بليون دولار)                      | 3.68 مليار   | 234.19 مليار     |
| الناتج المحلي الإجمالي (تعادل القوة الشرائية) بليون دولار | 5.77 مليار   | 553.42 مليار     |
| الناتج المحلي الإجمالي الاسمي للفرد دولار أمريكي          | 4.13 ألف     | 2.48 ألف         |
| الناتج المحلي الإجمالي للفرد دولار أمريكي                 |              | 5.63 ألف         |
| مؤشر التنمية البشرية                                      |              | 0.666            |
| رمز المكالمات الدولي                                      | +592         | +84              |
| رمز الإنترنت                                              | .gy          | .vn              |
| المنطقة الزمنية                                           | 00           | ت ع م+07:00      |

## منظمات دولية مشتركة
يشترك البلدان في عضوية مجموعة من المنظمات الدولية، منها:
| علم المنظمة | اسم المنظمة                        | تاريخ انضمام غيانا | تاريخ انضمام فيتنام |
| ----------- | ---------------------------------- | ------------------ | ------------------- |
|             | مؤسسة التنمية الدولية              | 4 يناير 1967       | 24 سبتمبر 1960      |
|             | يونسكو                             | 21 مارس 1967       | 6 يوليو 1951        |
|             | وكالة ضمان الاستثمار متعدد الأطراف | 18 يناير 1989      | 5 أكتوبر 1994       |
|             | الأمم المتحدة                      | 20 سبتمبر 1966     | 20 سبتمبر 1977      |
|             | الاتحاد البريدي العالمي            | ?                  | ?                   |
|             | البنك الدولي للإنشاء والتعمير      | 26 سبتمبر 1966     | 21 سبتمبر 1956      |
|             | الاتحاد الدولي للاتصالات           | 8 مارس 1967        | 24 سبتمبر 1951      |
|             | منظمة حظر الأسلحة الكيميائية       | ?                  | ?                   |
|             | مؤسسة التمويل الدولية              | 4 يناير 1967       | 4 أغسطس 1967        |
|             | منظمة التجارة العالمية             | ?                  | 11 يناير 2007       |
|             | منظمة الشرطة الجنائية الدولية      | ?                  | ?                   |

## وصلات خارجية
- موقع وزارة الخارجية الغيانية
- موقع وزارة الخارجية الفيتنامية